# Летес
Ле́тес (латыш. Letes) — населённый пункт в Гулбенском крае Латвии. Входит в состав Белявской волости. Расстояние до города Гулбене составляет около 21 км. По данным на 2015 год, в населённом пункте проживало 111 человек. Рядом находится озеро Летес.

## История
В советское время населённый пункт входил в состав Белявского сельсовета Гулбенского района. В селе располагалось зверохозяйство Латпотребсоюза «Летес».